# Bobby Henderson
Bobby Henderson, född 1980 i Oregon, USA, är en amerikansk fysiker känd för att ha grundat pastafarismen.

## Religiös övertygelse

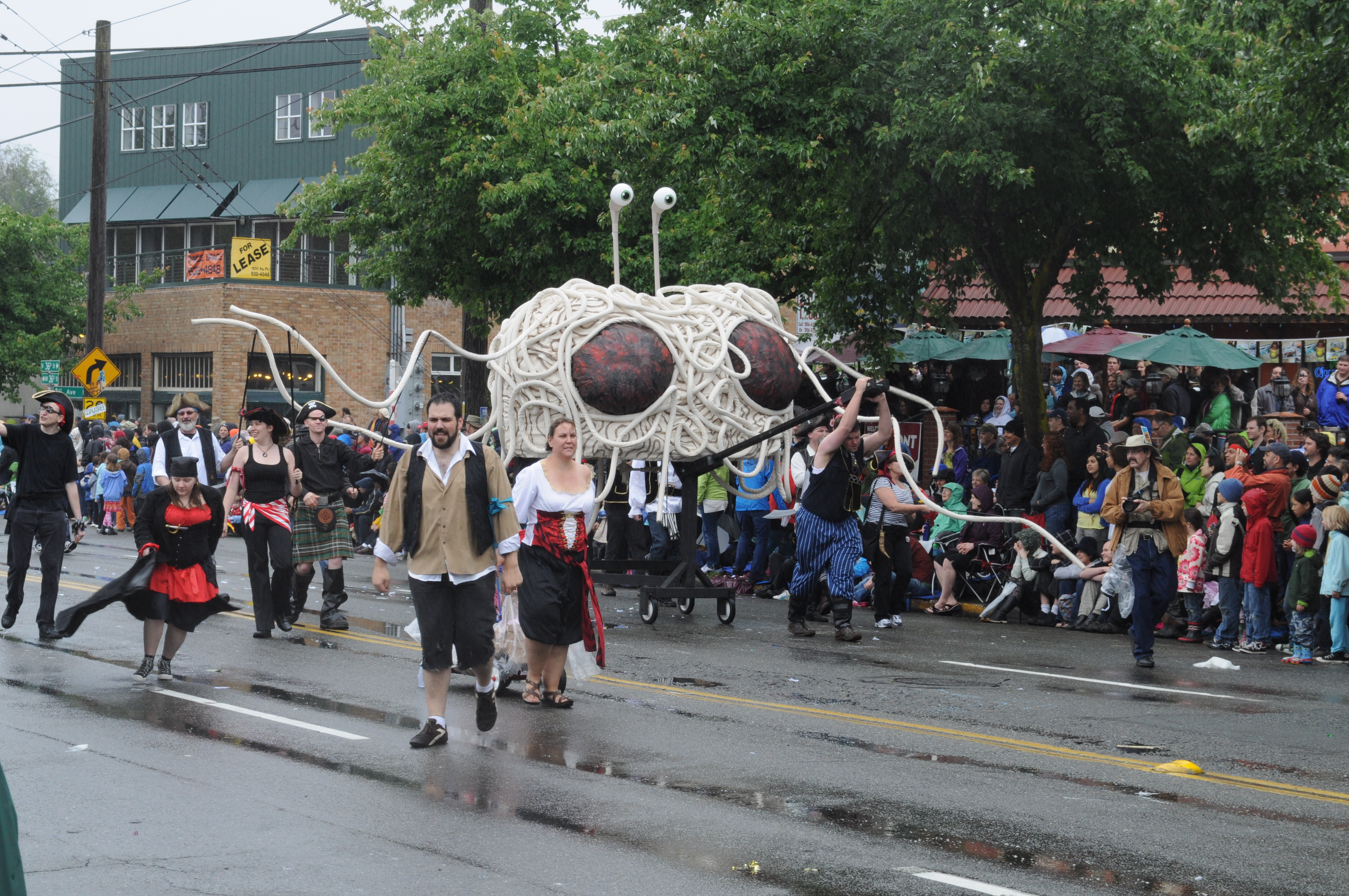
Pastafarisk parad, 2011, Seattle, Washington, USA.

År 2005 grundade Henderson religionen Pastafarianism som en reaktion på Kansas State Board of Educations beslut att undervisa intelligent design tillsammans med evolutionsläran i delstatens skolor. Han begärde att "Pastafarianism" skulle undervisas tillsammans med intelligent design och "logisk spekulation baserad på överväldigande iakttagbara bevis". Efter att hans protestbrev till styrelsen ignorerades publicerade han det online och trosläran fick snabbt spridning.
År 2006 skrev han The Gospel of the Flying Spaghetti Monster, en bok som beskriver den grundläggande trosuppfattningen inom religionen.
År 2019 underströk Henderson sin övertygelse om att religion bör hållas borta från offentliga skolor och att pengar bör hållas borta från religion. Han betonade att även om han är grundaren av Pastafarianism, är han inte skaparen av religionen. Skaparen är det Flygande Spaghettimonstret.